# Andrea Tonti
Pour les articles homonymes, voir Tonti.
Andrea Tonti, né le 16 février 1976 à Osimo est un coureur cycliste professionnel italien, professionnel entre 1999 et 2010. Il est devenu en directeur sportif.

## Biographie
Andrea Tonti a commencé sa carrière en 1999 avec l'équipe cycliste italienne Cantina Tollo. Trois ans plus tard, il rejoint Saeco, où il court durant trois ans. En 2005, il est membre de l'équipe ProTour Lampre-Fondital. En 2006, avec l'équipe Acqua & Sapone, il remporte ses deux seuls succès professionnels, une étape de la Bicyclette basque et le Grand Prix Fred Mengoni. En 2007, il rejoint Quick Step pour deux saisons en tant qu'équipier. 
À la fin de la saison 2010, il met un terme à sa carrière comme coureur et il devient directeur sportif de l'équipe continentale D'Angelo & Antenucci-Nippo, puis en 2012 manager sportif de l'équipe continentale japonaise Nippo.

## Palmarès

### Palmarès amateur
- 1997
  - Gran Premio Colli Rovescalesi
- 1998
  - Coppa Poggetto
  - Gran Premio Somma
  - 3e du Gran Premio Colli Rovescalesi

### Palmarès professionnel
- 2006
  - 2e étape de la Bicyclette basque
  - Grand Prix Fred Mengoni
  - 2e de la Course de la Paix
  - 2e de la Coppa Agostoni

## Résultats sur les grands tours

### Tour d'Italie
6 participations
- 2000 : 23e
- 2003 : 55e
- 2004 : 29e
- 2005 : 55e
- 2007 : abandon (3e étape)
- 2008 : 33e

### Tour d'Espagne
3 participations
- 2001 : 136e
- 2007 : non-partant (19e étape)
- 2008 : abandon (18e étape)

## Classements mondiaux
| Année           | 2006 | 2007 | 2008 | 2009 | 2010 |
| --------------- | ---- | ---- | ---- | ---- | ---- |
| UCI Europe Tour | 8e   |      |      |      | 784e |